# Сан-Себастьян-ду-Уатуман
Сан-Себастьян-ду-Уатуман (порт. São Sebastião do Uatumã) — муниципалитет в Бразилии, входит в штат Амазонас. Составная часть мезорегиона Центр штата Амазонас. Входит в экономико-статистический микрорегион Паринтинс. Население составляет 10 705 человек на 2010 год. Занимает площадь 10 741,08 км². Плотность населения — 1,00 чел./км².

## Границы
Муниципалитет граничит:
- на севере —  штат Рорайма
- на востоке —  муниципалитет Урукара
- на юге —  муниципалитет Итапиранга
- на западе —  муниципалитет Президенти-Фигейреду

## Демография
Согласно сведениям, собранным в ходе переписи 2010 г. Национальным институтом географии и статистики (IBGE), население муниципалитета составляет:
| Полное население                               | Полное население                               | Полное население                               | Полное население                               | 10 705 |
| ---------------------------------------------- | ---------------------------------------------- | ---------------------------------------------- | ---------------------------------------------- | ------ |
| в том числе:                                   | Городское население                            | 5904                                           | Процент городского населения, %                | 55,15  |
|                                                | Сельское население                             | 4801                                           | Процент сельского населения, %                 | 44,85  |
|                                                | Мужское население                              | 5680                                           | Процент мужского населения, %                  | 53,06  |
|                                                | Женское население                              | 5025                                           | Процент женского населения, %                  | 46,94  |
| Плотность населения, чел/км²                   | Плотность населения, чел/км²                   | Плотность населения, чел/км²                   | Плотность населения, чел/км²                   | 1,00   |
| Население муниципалитета в % к населению штата | Население муниципалитета в % к населению штата | Население муниципалитета в % к населению штата | Население муниципалитета в % к населению штата | 0,31   |

По данным оценки 2015 года, население муниципалитета составляет 12 781 житель.

## Важнейшие населенные пункты
| № | Населённый пункт         | Населённый пункт (порт.) | Категория | Население чел. (2010) | На карте                       |
| - | ------------------------ | ------------------------ | --------- | --------------------- | ------------------------------ |
| 1 | Сан-Себастьян-ду-Уатиман | São Sebastião do Uatumã  | город     | 5904                  | 2°33′59″ ю. ш. 57°52′17″ з. д. |
| 2 | Сантана                  | Santana                  | поселок   | 825                   | 2°34′36″ ю. ш. 57°59′15″ з. д. |